# Thulêan Mysteries
Thulêan Mysteries (do inglês, mistérios thuleanos) é o décimo segundo álbum do projeto musical Burzum. Foi lançado em 13 de março de 2020, através da Byelobog Productions.
Em redes sociais, Varg publicou que Thulêan Mysteries seria o último álbum do Burzum, apesar de não descartar totalmente a possibilidade de lançar um novo álbum.

## Produção
Thulêan Mysteries é um álbum duplo e um compilado de músicas individuais, inicialmente feitas sem a intenção de constituir um novo projeto. Varg Vikernes comenta que "sua real paixão nunca foi música, e sim RPGs", e por isso criou o álbum justamente como música de fundo para um RPG de sua criação, chamado MYFAROG.
O álbum segue a temática medieval e dark ambient já abordada em seus antigos trabalhos. A música The Loss of Thulê é uma releitura de The Crying Orc, do álbum Burzum de 1992. O mesmo ocorre na música Skin Traveller, que é uma nova versão da música Han som reiste, do álbum Det som engang var de 1993.
A arte de capa é um trabalho do conceituado artista norueguês Theodor Kittelsen, chamada "Nøkken".

## Recepção
| Críticas profissionais | Críticas profissionais |
| Avaliações da crítica  | Avaliações da crítica  |
| Fonte                  | Avaliação              |
| ---------------------- | ---------------------- |
| Sputnikmusic           | 4/5                    |

Simon K., staff da Sputnikmusic, deu uma nota 4 de 5 à obra. Ele comenta que "o álbum é uma continuação dos trabalhos de teor dark ambient dos últimos dois álbuns, então se você procura por riffs de guitarra estridentes, vai ficar bastante decepcionado. Se, por acaso, você busca pelo tom neo-medieval e ambient de Sôl austan, Mâni vestan e The Ways of Yore, você vai ter muito o que aproveitar".

## Faixas
Todas as faixas escritas e compostas por Varg Vikernes. 
| Disco 1        |                           |         |  |
| N.º            | Título                    | Duração |  |
| 1.             | "The Sacred Well"         | 2:56    |  |
| 2.             | "The Loss of a Hero"      | 0:53    |  |
| 3.             | "ForeBears"               | 4:03    |  |
| 4.             | "A Thulêan Perspective"   | 4:01    |  |
| 5.             | "Gathering of Herbs"      | 1:13    |  |
| 6.             | "Heill auk Sæll"          | 3:36    |  |
| 7.             | "Jötunnheimr"             | 1:37    |  |
| 8.             | "Spell-Lake Forest"       | 1:06    |  |
| 9.             | "The Ettin Stone Heart"   | 1:14    |  |
| 10.            | "The Great Sleep"         | 1:27    |  |
| 11.            | "The Land of Thulê"       | 2:13    |  |
| 12.            | "The Lord of the Dwarves" | 5:14    |  |
| 13.            | "A Forgotten Realm"       | 7:24    |  |
| 14.            | "Heill Óðinn, Sire"       | 1:17    |  |
| 15.            | "The Ruins of Dwarfmount" | 1:29    |  |
| 16.            | "The Road to Hel"         | 7:42    |  |
| 17.            | "Thulêan Sorcery"         | 2:10    |  |
| Duração total: | Duração total:            | 49:35   |  |

| Disco 2        |                          |         |  |
| N.º            | Título                   | Duração |  |
| 1.             | "Descent into Niflheimr" | 1:42    |  |
| 2.             | "Skin Traveller"         | 4:35    |  |
| 3.             | "The Dream Land"         | 8:42    |  |
| 4.             | "Thulêan Mysteries"      | 4:22    |  |
| 5.             | "The Password"           | 15:13   |  |
| 6.             | "The Loss of Thulê"      | 5:02    |  |
| Duração total: | Duração total:           | 39:36   |  |